# 塞德伯
塞德伯（Sedbergh）是英國的一座城鎮，位於英格蘭坎布里亞郡。塞德伯的歷史可以追溯至12世紀。農業、零售業和旅遊業是塞德伯重要的產業。塞德伯的地標是聖格雷戈里教堂教堂，這座教堂位於塞德伯以西約1.5公里處，是英國的二級保護建築。

## 外部連結
- Sedbergh website （页面存档备份，存于）

54°19′19″N 2°31′34″W / 54.322°N 2.526°W